# 房総沖地震

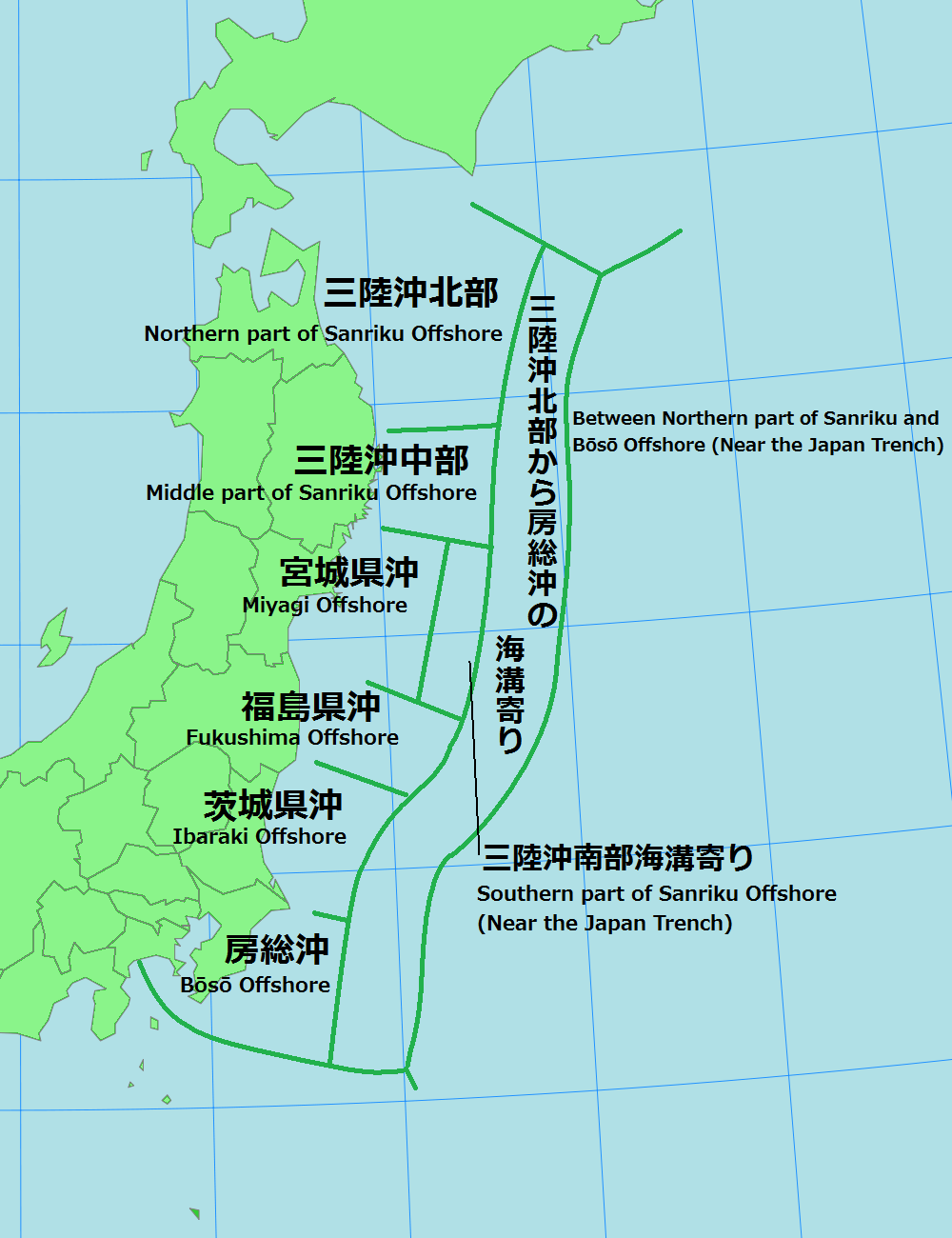
地震調査委員会による分類の地図。房総沖の位置。

房総沖地震（ぼうそうおきじしん）とは、日本の千葉県の房総半島東方沖、太平洋の地下を震源とする地震の総称。

## 概要
房総半島の東方沖は北アメリカプレートと太平洋プレートの境界域である日本海溝の南端部に当たる。この地域では日本海溝付近を震源とする海溝型地震、北アメリカプレート内部における大陸プレート内地震、太平洋プレート内部における海洋プレート内地震が発生する可能性がある。また、この付近では北米プレートに対してフィリピン海プレートも沈み込んでいるため、フィリピン海プレート内部におけるスラブ内地震（海洋プレート内地震の一種）が発生する可能性もある。
なお、房総半島の九十九里浜付近や銚子市付近を震源とする千葉県東方沖地震や相模トラフに起因する房総半島南方沖の地震とは発生地域が異なり区別される。
2012年5月、産業技術総合研究所によれば発生間隔は約400年とする研究結果が報道された。

## 主な地震
- 1590年3月21日（天正18年2月16日） 安房で地震。2mの隆起あり。潮が引いて3キロの干潟が形成された。
- 1656年5月2日（明暦2年4月8日） 房総沖地震。千葉県で津波の記録あり。

### 慶長地震
1605年2月3日（慶長9年12月16日）にマグニチュード (M) 8前後の慶長地震が発生した。震源については諸説あり、大森房吉は房総沖としているが、今村明恒は東海・南海道沖（南海トラフ）としている。地震動による被害は少なく津波による被害の記録が多く残る。

### 延宝房総沖地震
1677年11月4日（延宝5年10月9日）に発生した地震。地震の規模はM8.0。「延宝地震」とも呼ばれる。
揺れは顕著でなかったが、千葉県、茨城県、福島県の沿岸部に大津波が襲来した。被害は流潰家1893軒、死者数569人とされるほか、陸前、紀伊、八丈島、青ヶ島にも津波記録が残っている。今村明恒の研究によれば、震央は磐城沖の東経141.5°北緯36.6°付近としているが、武者金吉は東経141.7°北緯37.0°付近としている。

### 1909年房総沖地震
1909年（明治42年）3月13日の8時19分にM6.5、23時29分にM7.5の地震が発生した。

### 1953年房総沖地震
1953年（昭和28年）11月26日2時49分に発生した地震。震源の位置は、北緯34度9分24秒 東経141度24分12秒、規模はM7.4 (Mw 7.9）。銚子付近で2-3mの津波を観測。この地震により、現行の「大津波警報」に相当する「津波警報（大津波）」が初めて発令された。
この地震に先行し茨城県南西部から千葉県中部にかけての地域では地震活動の低下が生じ、震源の周辺でも5年前の1948年頃から地震活動の低下が生じていた。
地震調査研究推進本部はこの地震はプレート内の正断層型の地震としている。

### 1984年房総半島南東沖
1984年（昭和59年）9月19日2時3分頃、房総半島南東約200km沖合の海溝三重点付近で発生したM6.6の地震。南関東を中心に広範囲で有感となり、館山、三宅島、八丈島で震度4を観測した。

### その他
2021年9月2日、西暦800年〜1300年頃のものと思われる津波堆積物が新たに九十九里浜沖で発見された。上述の地震以外の未知の巨大地震によるものと思われ、マグニチュードは8.5前後と推測される。津波堆積物は海岸から3.5kmほど内陸まで到達していたという 。

## 東北地方太平洋沖地震との関係
2011年（平成23年）3月11日に三陸沖で東北地方太平洋沖地震 (Mw9.0) が発生した。この大地震の震源から南北へ連鎖的に地殻の破壊が進んでいったが、北アメリカプレートの下に沈み込んだフィリピン海プレートの北東端が地殻破壊の南下を食い止め、房総沖の北隣の茨城県沖で止まった。
日本政府の地震調査委員会は同年4月11日の会合で、房総沖等の海域でもM7からM8程度の地震が誘発される可能性があるとの見解を示した。